# Paolo Trancassini
Paolo Trancassini (Roma, 29 giugno 1963) è un politico italiano, deputato alla Camera per Fratelli d'Italia dal 2018.

## Biografia
Nato a Roma, da una famiglia di ristoratori originaria di Leonessa, in provincia di Rieti, cresce dividendosi tra la Capitale e la cittadina di origine, della quale diventerà amministratore sin da giovanissimo.
L'impegno politico per il territorio segna la sua vita fin dalla gioventù. Si diploma al liceo classico statale "Virgilio" di Roma e consegue la laurea in Giurisprudenza presso l'Università degli Studi di Roma "La Sapienza".
Dopo gli studi intraprende la professione di avvocato, divenendo patrocinante in Cassazione; inoltre porta avanti la gestione della storica attività di famiglia, il ristorante La Campana nel rione Campo Marzio di Roma (locale che con i suoi 500 anni di storia è il più antico della Capitale, ed è tappa fissa per artisti, appassionati della cucina romana, star internazionali e politici di primo piano).

## Attività politica

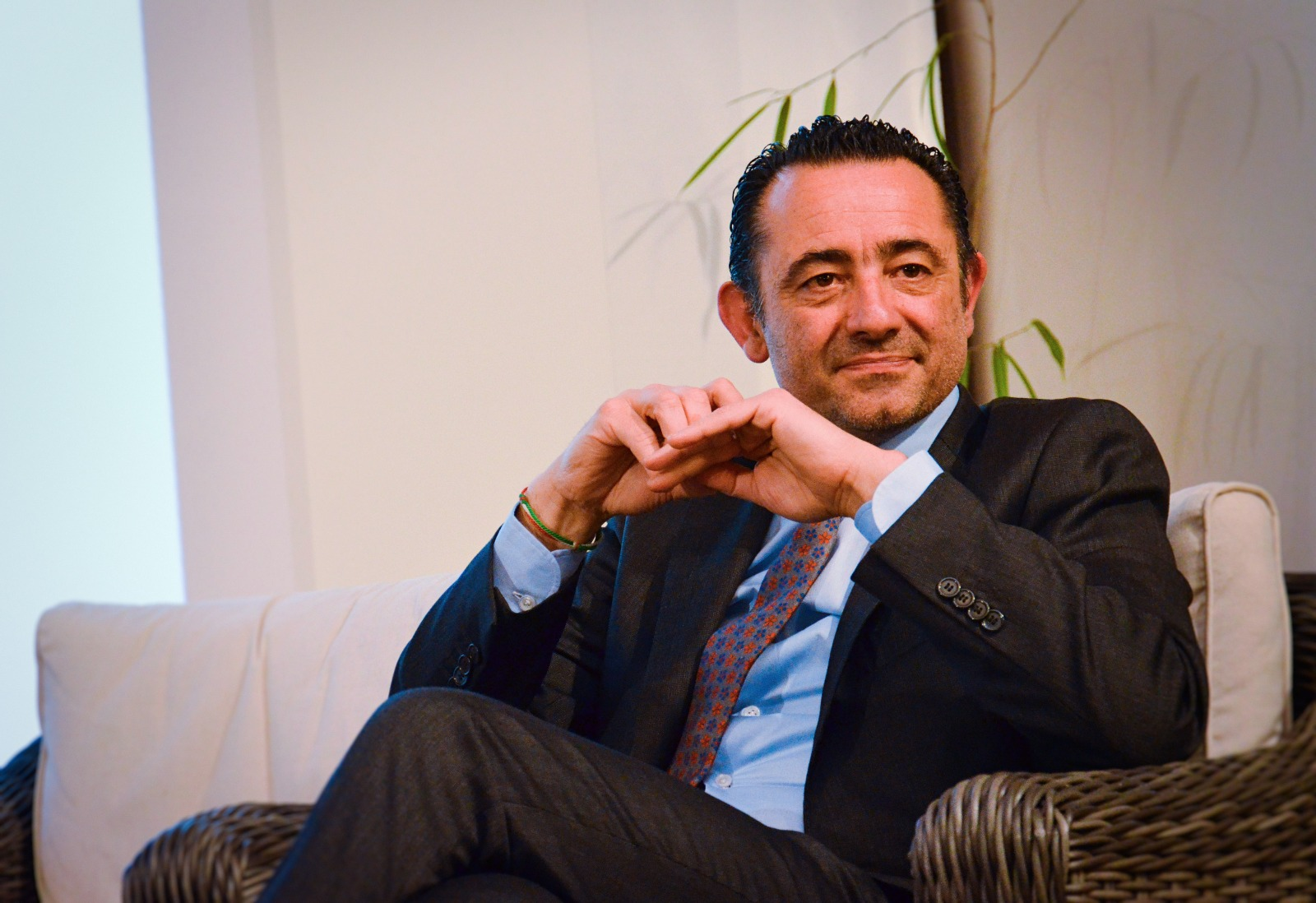
Paolo Trancassini in occasione di un evento pubblico nel febbraio 2018

Da sempre impegnato negli ambienti conservatori della destra, intraprende definitivamente l'attività politica nella terra di origine della famiglia. Dal 1990 al 1995 è vicesindaco del comune di Leonessa, mentre dal 1995 al 2004 è sindaco della cittadina per due mandati, al termine dei quali, per via dell'incompatibilità, si candida come consigliere comunale svolgendo il ruolo di capogruppo di maggioranza. Contemporaneamente, sempre nel 2004, viene eletto consigliere provinciale ricoprendo la carica di capogruppo di An. Nel 2009 viene nuovamente eletto sindaco del comune di Leonessa ed è poi riconfermato alle elezioni comunali del 2014. Nel 2012 fonda FdI in provincia di Rieti diventando portavoce provinciale del partito. Inoltre, da aprile 2009 fino a febbraio 2011, diventa membro del CdA della Centrale del Latte di Roma come rappresentante di Roma Capitale. Dal 2014 è presidente del Consorzio S.MI.LE, che riunisce soggetti privati e pubblici impegnati nel rilancio del Terminillo, "la montagna di Roma". È stato inoltre vice-presidente dell'Atp di Rieti.

### Elezione a deputato
Alle elezioni politiche del 2018 viene ricandidato alla Camera nel collegio uninominale Lazio 2 - 03 (Rieti) per la coalizione di centro-destra in quota Fratelli d'Italia, venendo eletto deputato con il 37,14% dei voti contro il candidato del Movimento 5 Stelle Maurizio Angeloni (32,67%) e quello del centro-sinistra, in quota Partito Democratico, Paolo Anibaldi (21,40%). Nel corso della XVIII legislatura è stato membro della 8ª Commissione Ambiente, territorio e lavori pubblici, capogruppo di Fratelli D’Italia nella 5ª Commissione Bilancio, e dal 3 dicembre 2019 vice-presidente della Commissione parlamentare d'inchiesta che indaga sul rapimento e l’uccisione di Giulio Regeni.
Nel gennaio del 2019 viene nominato da Giorgia Meloni Coordinatore Regionale di Fratelli d’Italia per il Lazio.
Il 9 gennaio 2020 fonda insieme ad altri parlamentari di tutti gli schieramenti politici il “Lazio club Montecitorio 1900”, divenendone Presidente.
Alle elezioni politiche anticipate del 25 settembre 2022 viene rieletto deputato nel collegio uninominale di Rieti con il 50,99%, superando Alessandra Clementini del centrosinistra (23,06%) e Roberto Casanica del Movimento 5 Stelle (14,27%). Il 19 ottobre viene eletto Questore anziano della Camera.

## Vita privata
È sposato con Francesca e ha una figlia di nome Alicja.
Proprietario del ristorante "La Campana", uno dei più antichi ristoranti in Europa.